# Place de Bir-Hakeim (Bordeaux)
Pour les articles homonymes, voir Place Bir-Hakeim.
La place de Bir-Hakeim, initialement place de Bourgogne, est une place de Bordeaux, en France.

## Situation et accès
La place est située au bord de la Garonne, sur la rive gauche, au débouché du pont de pierre.
Elle est desservie par plusieurs lignes de tramway et de bus.

## Histoire
La façade à programme des quais (de la Cour des Aides jusqu'au quai de la monnaie) est commandée au XVIIIe siècle par l'intendant Tourny, pour donner à Bordeaux « une belle façade afin d'impressionner le visiteur ». Au milieu de ce projet, une place en hémicycle est projetée au niveau de la porte des Salinières, une porte médiévale ouvrant sur l'ancien fossé de l'hôtel de ville (actuel cours Victor Hugo).
Le dessin des façades des maisons uniformes est l’œuvre de l'architecte Ange-Jacques Gabriel, à qui Tourny demande également de reconstruire une nouvelle porte monumentale (porte de Bourgogne), réalisée par André Portier. Les travaux débutent en 1750.
En 1751, la dédicace de la porte est faite en l'honneur de Louis, duc de Bourgogne (1751-1761), premier fils du dauphin Louis, fils aîné de Louis XV. Quatre ans plus tard, en 1755, les travaux de la place sont achevés.

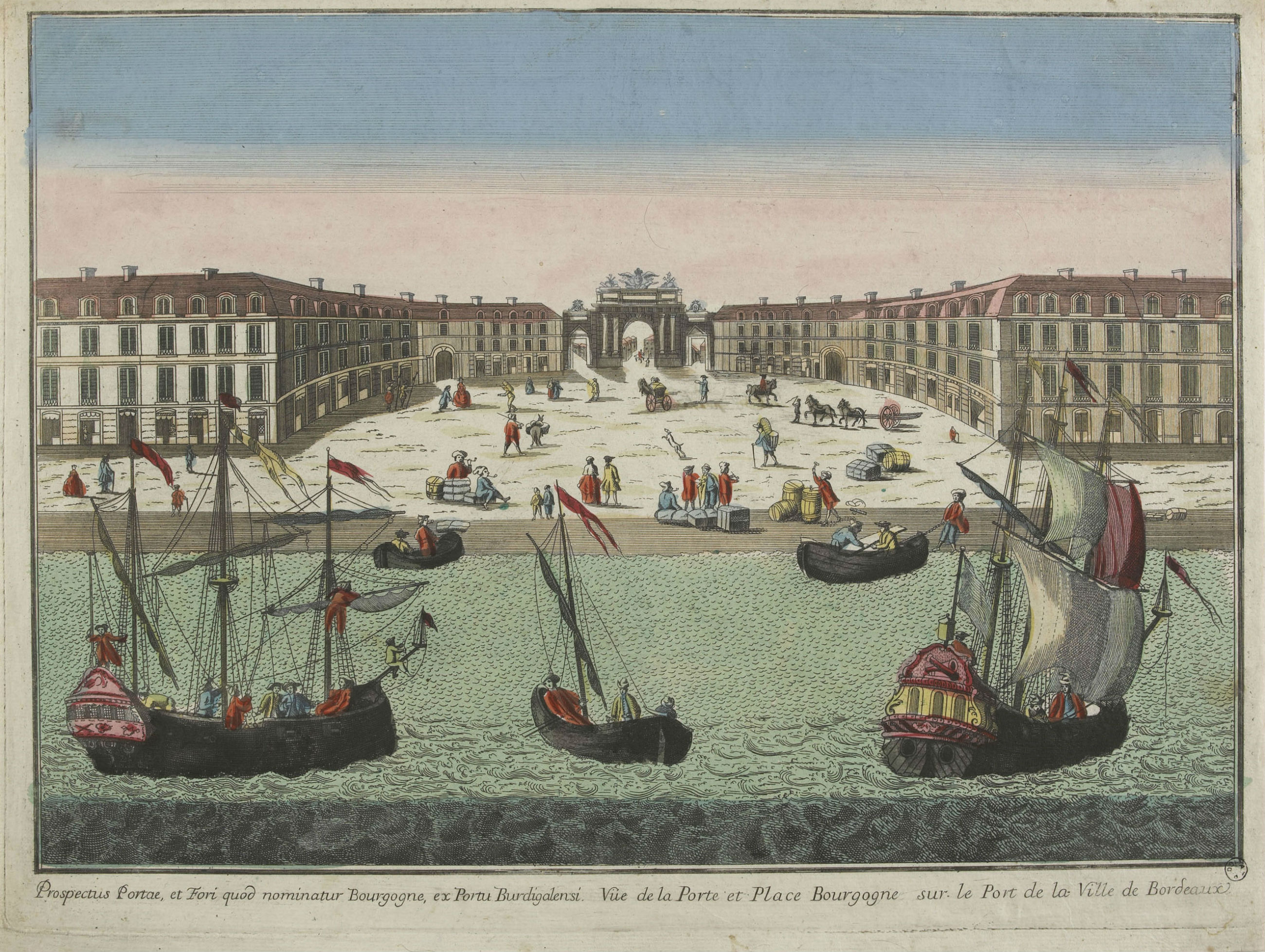
La place de Bourgogne vers 1750.

La place porte le nom de Bourgogne jusqu'en 1947, où elle est renommée Bir-Hakeim, afin de commémorer la résistance des hommes du général Koening (Forces françaises libres), dans le désert libyen, face aux Allemands du général Rommel, en juin 1942.

### La place de Bir-Hakeim autrefois

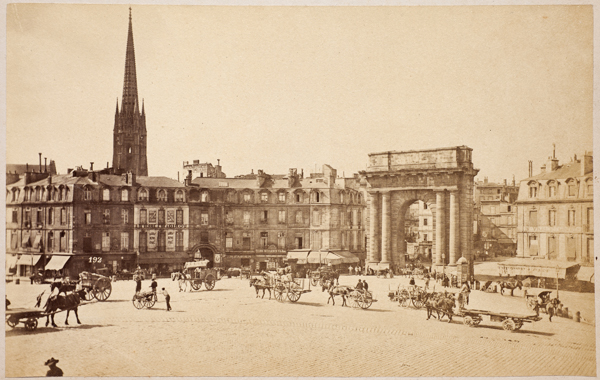
1901.
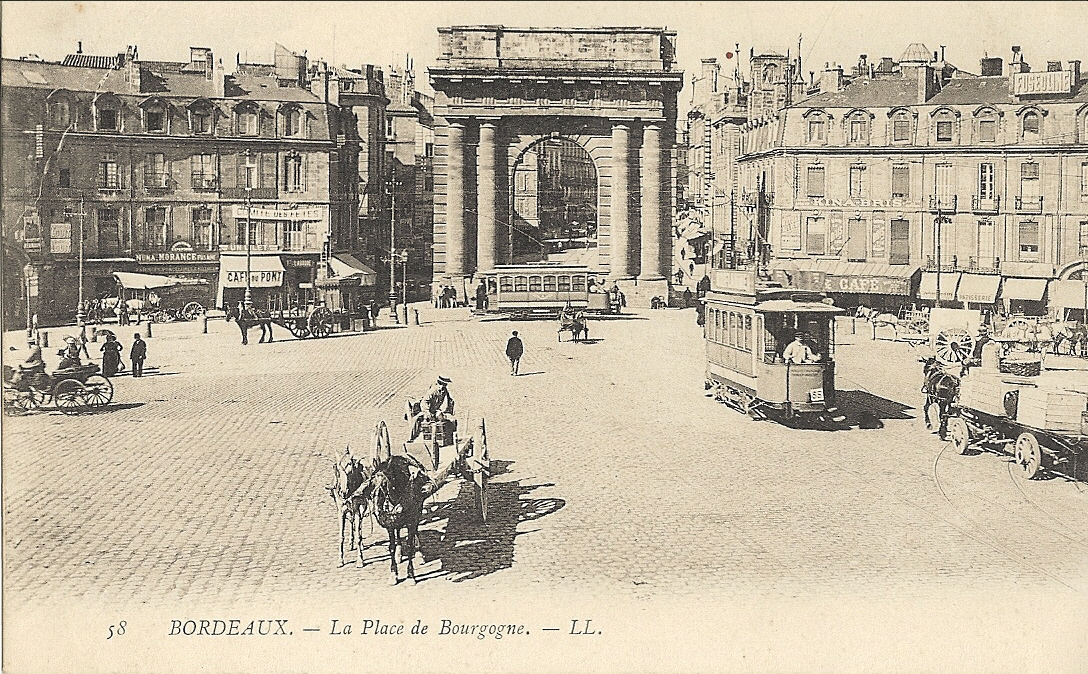
1905.
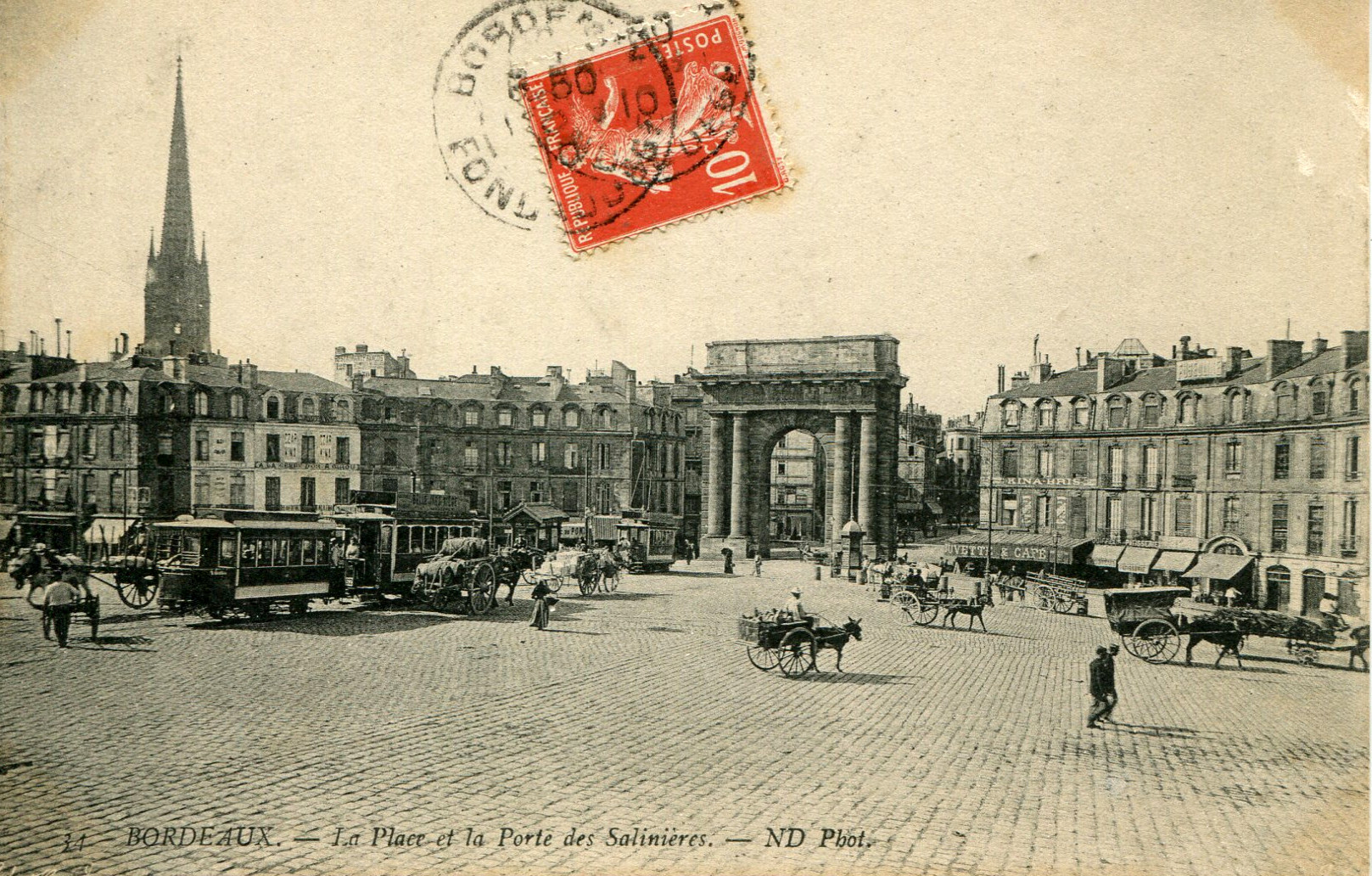
1900-1920.

## Patrimoine
La porte de Bourgogne est classée aux monuments historiques, et tous les immeubles de la place sont inscrits.